# Severní Korea na Letních olympijských hrách 1992
Severní Koreu na Letních olympijských hrách v roce 1992 ve španělské Barceloně reprezentovala výprava 64 sportovců (36 mužů a 28 žen) ve 12 sportech.

## Medailisté
| Medaile | Jméno                 | Sport                | Soutěž                       |
| ------- | --------------------- | -------------------- | ---------------------------- |
| Zlato   | Choi Chol-Su          | Box                  | Muži váha muší do 51 kg      |
| Zlato   | Kim Il-ong            | Zápas                | muži volný styl do 48 kg     |
| Zlato   | Li Hak-Son            | Zápas                | muži volný styl do 52 kg     |
| Zlato   | Pae Gil-Su            | Sportovní gymnastika | muži kůň našíř               |
| Bronz   | Kim Myong-Nam         | Vzpírání             | Muži střední váha do 75 kg   |
| Bronz   | Kim Yong-sik          | Zápas                | muži volný styl do 57 kg     |
| Bronz   | Li Gwang-Sik          | Box                  | Muži váha bantamová do 54 kg |
| Bronz   | Li Bun-Hui Yu Sun-Bok | Stolní tenis         | Ženy čtyřhra                 |
| Bronz   | Li Bun-Hui            | Stolní tenis         | Ženy dvouhra                 |